# Green (cráter)

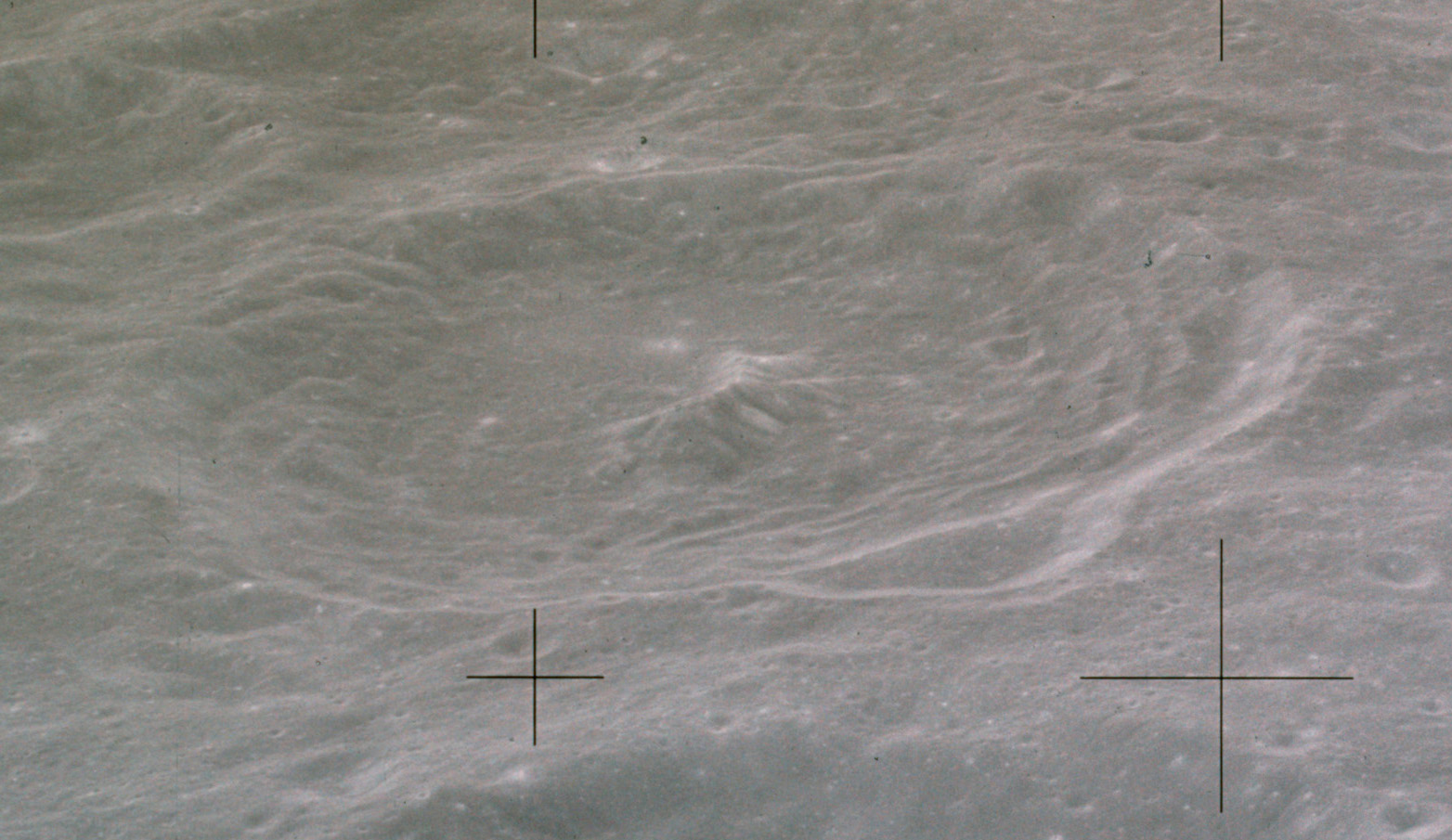
Fotografía de la misión Apolo 11

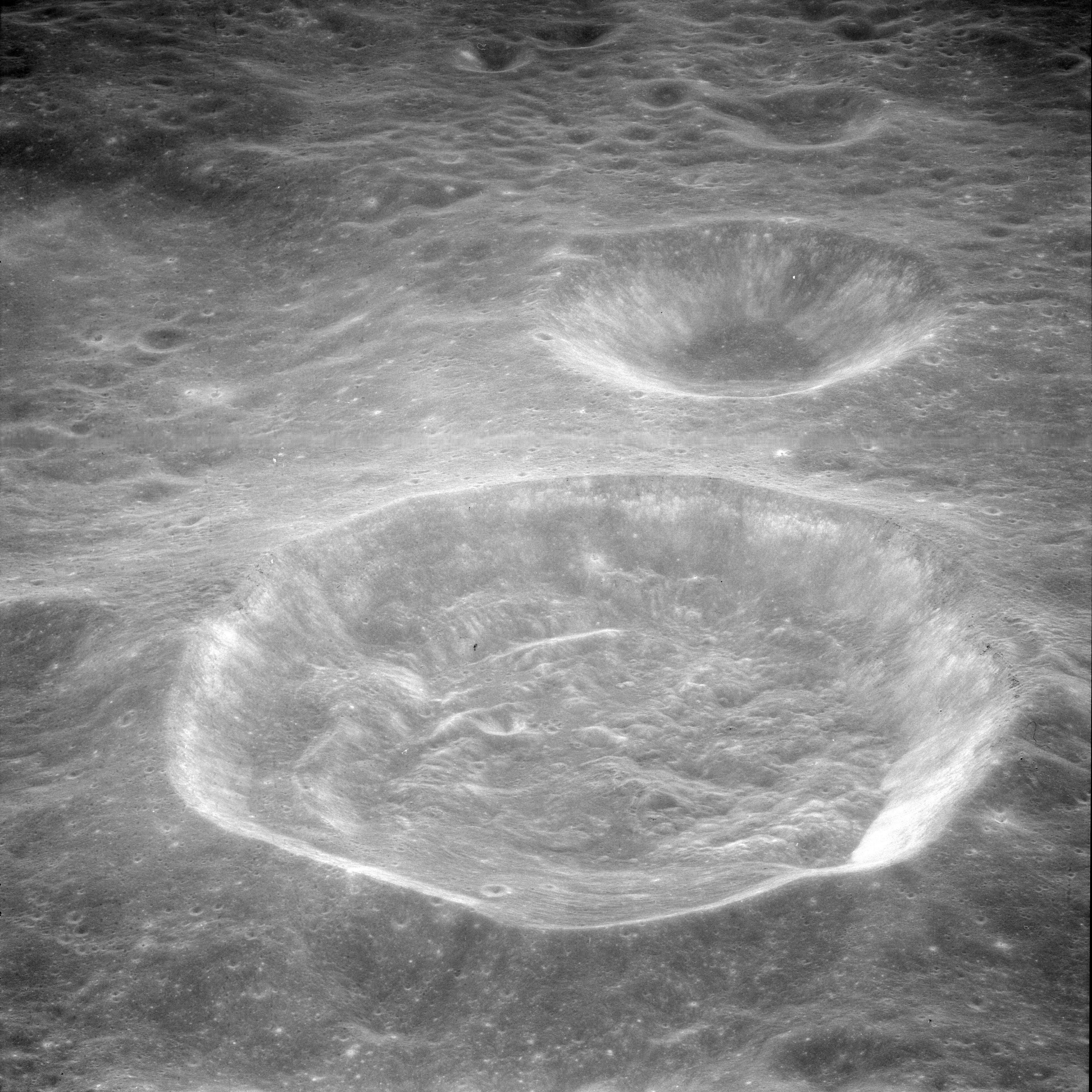
Green M. Fotografía de la misión Apolo 11

Green es un cráter de impacto situado en la cara oculta de la Luna, justo al oeste de la enorme llanura amurallada del cráter Mendeleev, y está casi unido con el borde oeste-noroeste del cráter Hartmann.
|  |  |

Green no se ha erosionado significativamente, aunque algunos cráteres pequeños marcan su contorno y sus paredes interiores. El perímetro es casi circular, pero muestra un saliente hacia el exterior en su lado oriental, con indicios de un corrimiento de tierras. Los lados interiores incluyen algunas estructuras aterrazadas, sobre todo hacia el noreste. En el punto medio del relativamente llano suelo interior presenta una cresta central. El fondo del cráter es más llano en su mitad occidental, con algunas elevaciones suaves en el este. Solo unos pocos pequeños cráteres marcan su interior.
Antes de recibir su nombre actual en 1970, este cráter era conocido como cráter 216.

## Cráteres satélite
Por convención estos elementos son identificados en los mapas lunares poniendo la letra en el lado del punto medio del cráter que está más cerca de Green.
|       | \| Green \| Coordenadas \| Diámetro \| \| ----- \| ---------------------------- \| -------- \| \| M \| 0°54′N 132°54′E / 0.9, 132.9 \| 37 km \| \| P \| 1°00′N 131°48′E / 1.0, 131.8 \| 21 km \| \| Q \| 2°48′N 131°42′E / 2.8, 131.7 \| 16 km \| \| R \| 3°24′N 131°00′E / 3.4, 131.0 \| 33 km \| |          |
| Green | Coordenadas | Diámetro |
| M     | 0°54′N 132°54′E / 0.9, 132.9 | 37 km    |
| P     | 1°00′N 131°48′E / 1.0, 131.8 | 21 km    |
| Q     | 2°48′N 131°42′E / 2.8, 131.7 | 16 km    |
| R     | 3°24′N 131°00′E / 3.4, 131.0 | 33 km    |

El cráter satélite Green M presenta un sistema de marcas radiales y en consecuencia está clasificado como parte del Período Copernicano.